# Aerobus

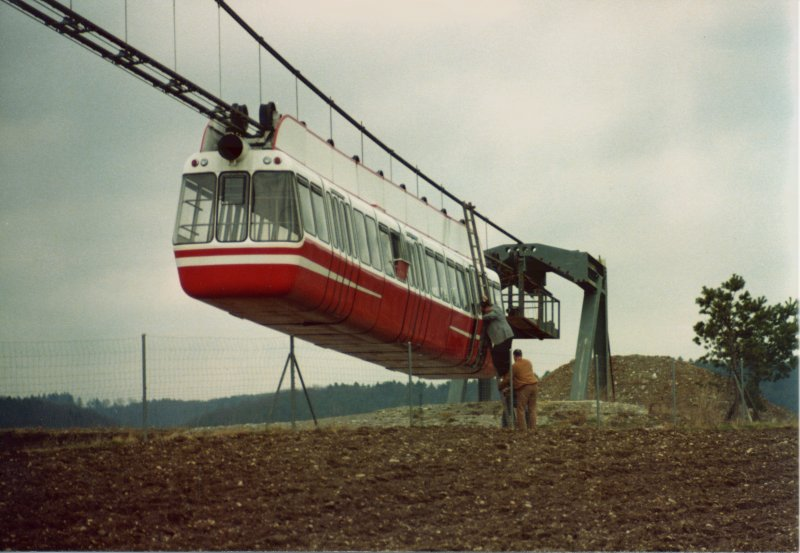
Aerobus-Testanlage in Dietlikon (1974)

Der Aerobus ist eine vom Schweizer Seilbahningenieur Gerhard Müller entwickelte Einschienenbahn respektive Hängebahn, deren Fahrzeuge hängend an Schienen und Seilstrecken verkehren.

## Technik

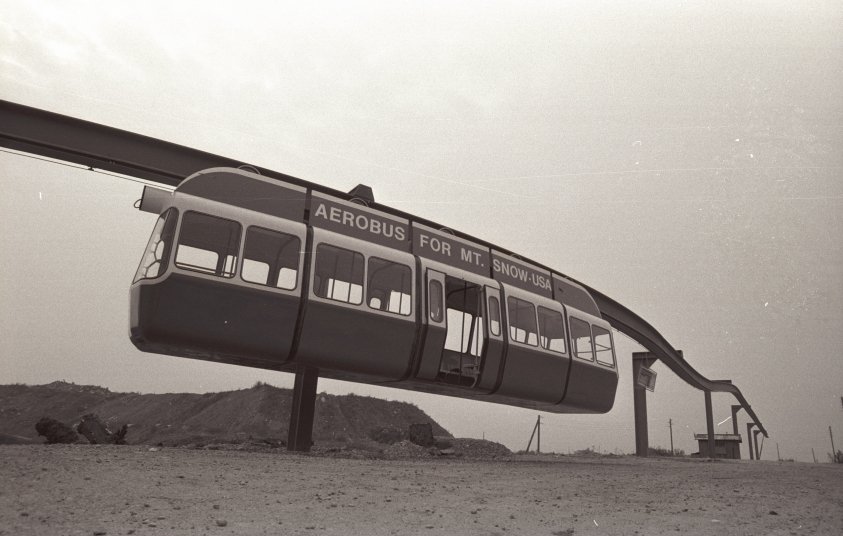
Aerobus für Mount Snow auf der ersten Testanlage in Dietlikon (1973)

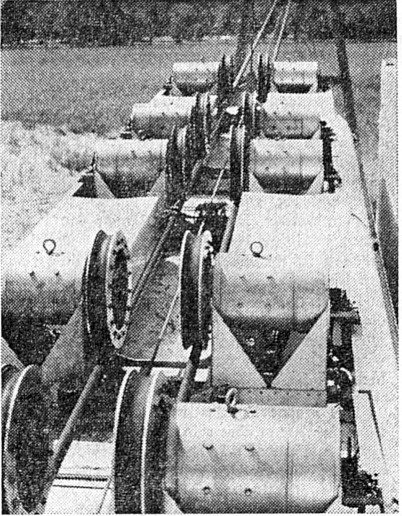
Fahrwerk des Aerobusses in Schmerikon. Zwischen den Rollen ist die Fahrleitung zu sehen.

Der Fahrweg des Aerobus war ein doppeltes Tragseil, später durch eine doppelte Aluminiumschiene ersetzt, auf der die Fahrzeuge liefen. Er diente später zugleich als zweipolige Zuführung des Stroms zu den Fahrzeugen. Ursprünglich gab es eine von den Tragseilen getrennte Oberleitung. Im Gegensatz zur Wuppertaler Schwebebahn war die Tragvorrichtung nicht starr montiert, sondern nach dem Prinzip einer Hängebrücke an den Abhängern einer Tragkabelkonstruktion aufgehängt. Diese wiederum werden von Masten getragen. Das Tragseil war nach oben vorgespannt und senkte sich unter Last in die Waagrechte.
Hauptvorteil des Aerobusses ist der große Abstand zwischen den Trägern, den die Konstruktion ermöglicht, in Mannheim bis zu 233 m, wodurch der Aufwand für Bauarbeiten und die am Boden erforderliche Fläche gering war. Im Gegensatz zu traditionellen Verkehrsmitteln im Öffentlichen Personennahverkehr, wie etwa der Straßenbahn oder dem Omnibus, fährt der Aerobus ungehindert von anderen Verkehrsteilnehmern und sehr geräuscharm.
Nachteile sind die vergleichsweise aufwändige Konstruktion von Kurven und Weichen sowie der erforderliche hohe Aufwand, wenn ein Fahrzeug auf freier Strecke evakuiert werden muss.

## Geschichte

### Versuchsbetrieb
Der Aerobus ist eine Erfindung des Schweizers Gerhard Müller, die von der Firma Aerobus International, Inc vermarktet wurde. Die erste Versuchsanlage wurde 1970 in der Schweiz in Schmerikon am Zürichsee bei der Mündung des Linthkanals gebaut und 1975 nach Kanada verkauft, wo sie bis 1992 im Skigebiet Mont Sainte-Anne in der Provinz Québec als Zubringerbahn zu einem Skilift in Betrieb war. 1973 wurde in Dietlikon eine zweite Strecke gebaut, um Kurven und Weichen zu testen. Sie diente auch zur Erprobung der zweiten bestellten Anlage, die im Skigebiet Mount Snow in Vermont einen Parkplatz mit einem Hotel verbinden sollte, jedoch aufgrund des wirtschaftlichen Zusammenbruchs in den 1970er Jahren nicht realisiert wurde, da der Initiator Walt Schoenknecht das Skigebiet verkaufte. Für das Skigebiet Denali in Alaska plante er eine autofreie Stadt nach Schweizer Vorbild mit einem Aerobus-System für den öffentlichen Nahverkehr. Das Projekt wurde nicht realisiert. 1981 wurde die Anlage in Dietlikon erneuert, die Bahn war 840 m lang. Kurz nach Aufnahme des Testbetriebes auf der erneuerten Strecke ereignete sich ein kleiner Unfall, als das Testfahrzeug über das Ende der Strecke hinausfuhr.

### Bundesgartenschau 1975 in Mannheim
Die beiden Ausstellungsflächen der Bundesgartenschau 1975 in Mannheim, Luisenpark und Herzogenriedpark, wurden mit einer 2,8 Kilometer langen Strecke verbunden. Die Gesamtlänge der Anlage, inklusive der beiden Wendeanlagen, betrug etwas über drei Kilometer. Längster freitragender Abschnitt war die Querung des Neckars. Die Strecke verlief vom Herzogenriedpark am Neuen Meßplatz in etwa südlicher Richtung durch die Max-Joseph-Straße bis zur Kurpfalzbrücke und querte an deren östlicher Seite den Neckar. Dann bog sie in einer 90-Grad-Kurve nach Osten ab, verlief am südlichen Neckarufer entlang und endete beim Fernmeldeturm im Luisenpark.
Die eingesetzten acht Wagen waren 22 Meter lang und boten 100 Fahrgästen Platz. Sie wurden je durch eigene Elektromotoren bewegt.
Bei einer der ersten Probefahrten musste der damalige Mannheimer Oberbürgermeister Ludwig Ratzel wegen eines technischen Defekts mit einer Drehleiter aus einem stehengebliebenen Fahrzeug befreit werden. Der Betrieb während der Bundesgartenschau verlief jedoch weitgehend reibungslos. In den 1850 Betriebsstunden fiel die Anlage lediglich für insgesamt 20 Stunden aus. In der Zeit vom 18. April bis 19. Oktober 1975 beförderte der Aerobus 2,2 oder 2,3 Millionen Besucher. Die Fahrzeit betrug neun Minuten, es kam aber manchmal zu Wartezeiten von bis zu zwanzig Minuten. Die Betriebserlaubnis lief 1976 aus.

### Versuchsstrecke Mannheim

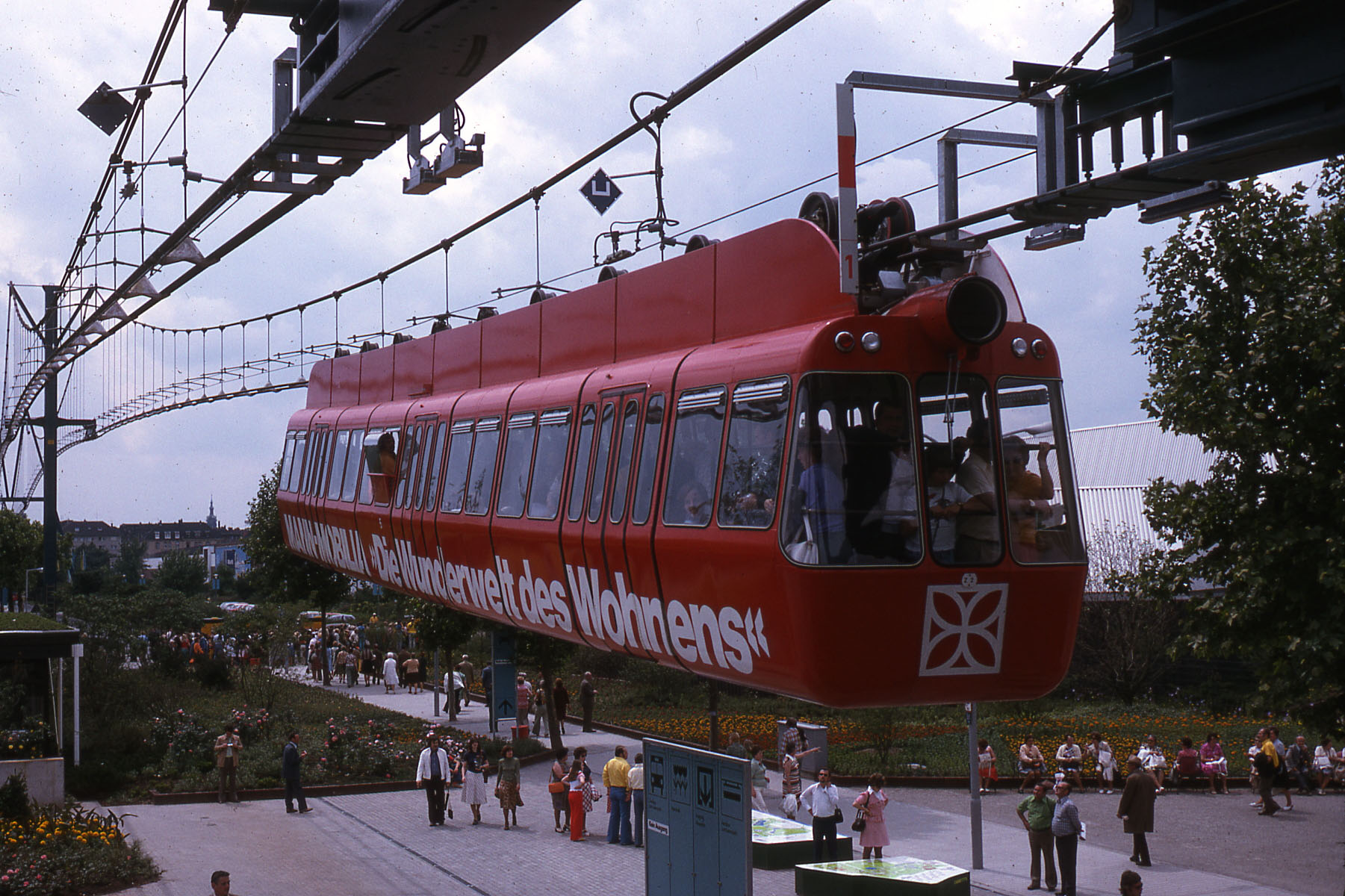
Der Aerobus in Mannheim (1975)

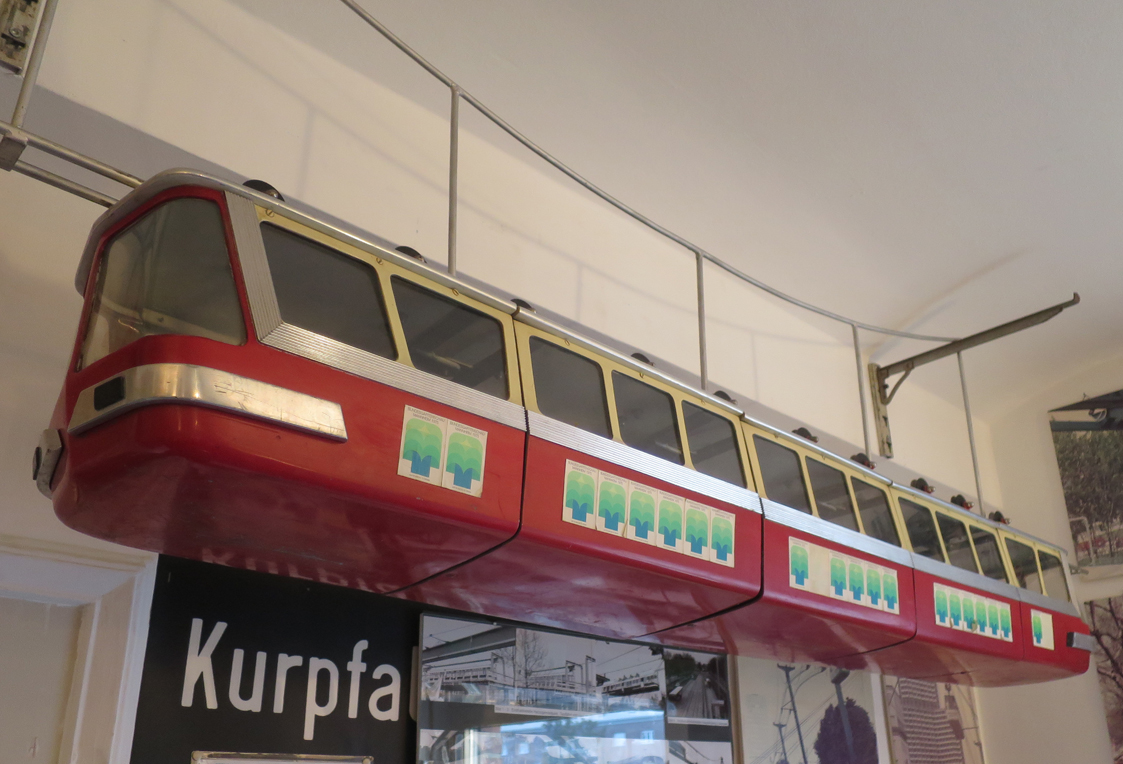
Modell des Aerobus im Depot 5 in Mannheim

Die Strecke wurde nur während der Bundesgartenschau befahren und danach bis auf einen 600 Meter langen einspurigen Abschnitt beim Herzogenriedpark stillgelegt und für rund 1,2 Millionen Deutsche Mark umgebaut. Dabei wurden die Tragseile durch Aluminiumschienen ersetzt, die einen ruhigeren Lauf gewährleisten sollten. Nach dem Umbau unterschied sich die Versuchsstrecke deutlich von der Anlage, die während der Bundesgartenschau in Betrieb war. Sie diente der damaligen Studiengesellschaft Hochbahn Mannheim, an der auch die Mannheimer Verkehrsbetriebe MVV beteiligt waren, als einspurige Versuchsstrecke. Bei einer möglichen Finanzierung und einer Bewährung des Systems war geplant, weitere Stadtteile mit dem verbesserten Aerobus-System zu erschließen. Dies wurde jedoch nicht realisiert und der nichtöffentliche Versuchsbetrieb 1979 eingestellt. Die Versuchsstrecke in Mannheim brachte Gerhard Müller hohe Verluste und gerichtliche Auseinandersetzungen mit der Stadt Mannheim. 1985 starb der Initiator an den Folgen eines Herzinfarktes. Die verbliebene Strecke wurde 1987 demontiert und verschrottet. Auch weitere Nachfolgeprojekte wurden nicht realisiert:
- Im Jahr 2000 wurde mit der Stadt Chongqing in der Volksrepublik China eine Vereinbarung über eine 2,6 Kilometer lange Anlage getroffen. Auch dieses Projekt wurde nicht realisiert.
- Im Jahre 2004 folgte eine Vereinbarung mit der ebenfalls chinesischen Stadt Weihai über eine 4,2 Kilometer lange Strecke.[11] Auch dieses Projekt wurde nicht umgesetzt.

## Wissenswert
Ein Segment eines der Fahrzeuge, die während der Bundesgartenschau in Mannheim verkehrten, wurde dem Landesmuseum für Technik und Arbeit, dem heutigen Technoseum, in Mannheim übergeben. Das Modell eines Fahrzeugs ist im Verkehrsmuseum Depot 5 in Mannheim zu sehen.

## Videos
- TV-Beitrag über die Versuchsstrecke in Schmerikon: Aero-Bus. In: Antenne. SRF, 16. November 1970, abgerufen am 12. Januar 2024.
- metrolibrarian: Aerobus by Parks auf YouTube, abgerufen am 12. Januar 2024 (englisch; mit Szenen aus Mannheim).
- Hagen von Ortloff: Der Aerobus - ein fast vergessenes Verkehrssystem auf YouTube, 2. Mai 2023 (Im Mittelpunkt des Filmes steht der Aerobus, eine Entwicklung des Schweizers Gerhard Müller, dessen Maschinenbau AG mit Seilbahnen erfolgreich war. Mit Filmaufnahmen der Gerhard Müller Maschinenbau AG und Günter Lulay.).